# Мосунов, Павел Григорьевич
Па́вел Григо́рьевич Мосуно́в (14 января 1928, Верх-Ушут, Куженерский район, Марийская автономная область, РСФСР, СССР — 12 июля 2005, Йошкар-Ола, Марий Эл, Россия) —советский государственный деятель и деятель образования. Директор Русско-Шойской средней школы Куженерского района (1960—1982), директор Савинского дома-интерната Марийской АССР (1985—1988). Депутат Верховного Совета СССР 9-го созыва (1974—1979). Член КПСС с 1953 года.

## Биография
Родился 14 января 1928 года в д. Верх-Ушут Куженерского района Марий Эл в семье крестьян. 
В 1945 году окончил Нартасский сельскохозяйственный техникум, в 1958 году — Марийский государственный педагогический институт имени Н. К. Крупской.
До 1960 года работал учителем истории Конганурской средней школы Куженерского района Марийской АССР. В 1960—1982 годах — директор Русско-Шойской средней школы Куженерского района. При нём здесь были построены интернат для учащихся и столовая, квартиры для учителей, многие хозяйственные постройки.
В 1985—1988 годах — директор Савинского дома-интерната МАССР.
В 1974—1979 годах избирался депутатом Верховного Совета СССР 9-го созыва.
За вклад в развитие образования награждён орденом Трудового Красного Знамени, медалями и почётными грамотами Президиума Верховного Совета РСФСР и Марийской АССР.
Скончался 12 июля 2005 года в Йошкар-Оле.

## Признание
- Орден Трудового Красного Знамени (1971)[1]
- Медаль «За доблестный труд в Великой Отечественной войне 1941—1945 гг.»
- Медаль «За доблестный труд. В ознаменование 100-летия со дня рождения Владимира Ильича Ленина» (1970)
- Почётная грамота Президиума Верховного Совета РСФСР (1980)[1]
- Почётная грамота Президиума Верховного Совета Марийской АССР (1967)[1]

## Память
Фотодокументальные материалы из личного архива педагога и депутата П. Г. Мосунова хранятся в Куженерском районном музейно-выставочном центре. 